# Silberbrauentapaculo
Der Silberbrauentapaculo (Scytalopus argentifrons) zählt innerhalb der Familie der Bürzelstelzer (Rhinocryptidae) zur Gattung Scytalopus.
Die Art ist im Bergwald auf der Talamanca Bergkette in Costa Rica und Westpanama endemisch.
Das Verbreitungsgebiet umfasst Unterholz im tropischen oder subtropischen feuchten Bergwald von 1000 bis 3000 m, bzw. von 1500 auf der Pazifikseite und 1200 m Höhe auf der Karibikseite südlich des Miravalles Vulkanes bis zur Baumgrenze, gerne auf steilen Hängen und entlang von Bächen und Schluchten. Der Vogel bevorzugt Chusquea Bambus.
Die Art ist der einzige Vertreter der Tapaculos in Zentralamerika, lediglich noch der Nariñotapaculo (Scytalopus vicinior) kommt im äußersten Süden Panamas vor.
Das Artepitheton kommt von lateinisch argentum ‚Silber‘ und lateinisch frons ‚Stirn‘.

## Merkmale
Der Vogel ist 11 bis 12 cm groß und wiegt etwa 17 g. Die Art hat grau gebänderte braune Flanken, beim Männchen ist die silbrige Stirn und der silbergraue Überaugenbrauenstreif charakteristisch, der Rest ist hauptsächlich schwarz, blasser auf der Unterseite, Flügel und Schwanz sind bräunlich schwarz, die Iris ist braun, der Schnabel schwarz, die Füße dunkel graubraun. Das Weibchen ist brauner ohne Überaugenstreif, Gesicht, Kehle und Brust sind dunkelgrau mit einem Hauch von olivbraun. Jungvögel sehen den Weibchen ähnlich, die Kehle ist aber stumpf grau bis gelbbraun, die übrige Unterseite ist schwarz, stark braun geschuppt.

## Geografische Variation
Es werden folgende Unterarten anerkannt:
- S. a. argentifrons Ridgway, 1891, Nominatform – Süden Costa Ricas und äußerster Westen Panamas
- S. a. chiriquensis Griscom, 1924 – Westpanama

## Stimme
Der Gesang wird als Folge scharfer, anfangs rasch schneller und lauter werdend, dann auch gleicher Höhe wieder langsamer werdender Töne, über 5 bis 10 s beschrieben.

## Lebensweise
Die Nahrung besteht aus Larven, Puppen und erwachsenen Insekten, die in Erdbodennähe im dichten Unterholz hüpfend gejagt werden.
Über die Brutzeit ist nichts bekannt.

## Gefährdungssituation
Der Bestand gilt als nicht gefährdet (Least Concern).